# مايك خان
مايك خان (بالإنجليزية: Mike Kahn)‏ هو صحفي أمريكي، ولد في 5 يونيو 1954، وتوفي في 17 ديسمبر 2008.